# آندریاس شیلدروپ
آندریاس شیلدروپ (انگلیسی: Andreas Schjelderup؛ زادهٔ ۱ ژوئن ۲۰۰۴) بازیکن فوتبال اهل نروژ است که در پست هافبک برای باشگاه فوتبال نورشلان در سوپر لیگ فوتبال دانمارک بازی می‌کند.
از باشگاه‌هایی که در آن بازی کرده‌است می‌توان به باشگاه فوتبال نورشلان و باشگاه فوتبال بوده/گلیمت اشاره کرد.
وی همچنین در تیم‌های ملی فوتبال زیر ۱۵ سال نروژ، زیر ۱۶ سال نروژ، زیر ۱۸ سال نروژ و زیر ۲۱ سال نروژ بازی کرده‌است.